# Bảng xếp hạng giải đấu cấp câu lạc bộ AFC
Bảng xếp hạng giải đấu cấp câu lạc bộ AFC là một hệ thống xếp hạng do AFC đưa ra vào năm 2014.

## Quy tắc tính điểm
Bảng xếp hạng giải đấu cấp câu lạc bộ (trước đây là Bảng xếp hạng hiệp hội thành viên) được sử dụng để xếp hạng các hiệp hội và cũng được sử dụng để phân hạt giống cho các câu lạc bộ trong các giải đấu. Nó cũng được sử dụng để phân bổ số suất tham dự và điểm chuẩn cho các giải đấu. Tuy nhiên, mỗi năm có nhiều trường hợp các hiệp hội không đáp ứng được các tiêu chí cần thiết.
Cho đến năm 2021, bảng xếp hạng bao gồm tổng điểm của các câu lạc bộ thuộc hiệp hội thành viên trong vòng bốn năm gần nhất. Số điểm của hiệp hội dẫn đầu là 100 điểm, điểm của tất cả các hiệp hội khác được điều chỉnh tương ứng với hiệp hội dẫn đầu theo tỷ lệ phần trăm tương ứng. Bắt đầu từ năm 2022, bảng xếp hạng sử dụng điểm số qua tám năm gần nhất, trong đó các giải đấu gần hơn với hiện tại sẽ có trọng số lớn hơn thông qua một hệ số nhân được áp dụng.

## Cấu trúc xếp hạng hiện nay
Việc xếp hạng câu lạc bộ đã được AFC giới thiệu từ năm 2014, khi đó chỉ có giá trị thông tin và chưa được sử dụng để xếp hạt giống cho các câu lạc bộ tại các giải đấu. Sau sự ra đời của ba giải đấu mới – AFC Champions League Elite, AFC Champions League Two, AFC Challenge League – bắt đầu từ mùa giải 2024–25, AFC cũng công bố cách thức tính điểm mới. Cấu trúc mới tính đến các kết quả trong vòng 8 năm gần nhất, với công thức có trọng số.

## Bảng xếp hạng năm 2021
Được sử dụng để phân bổ suất cho mùa giải 2023–24. Mùa giải 2020 không được tính điểm cho bảng xếp hạng vì AFC Cup 2020 bị hủy do đại dịch COVID-19.
Cập nhật vào ngày 24 tháng 11 năm 2021 (không phải là xếp hạng cuối cùng cho các suất vào năm 2023)
| Xếp hạng | Xếp hạng | Xếp hạng  | Xếp hạng | Hiệp hội thành viên  | Điểm câu lạc bộ | Điểm câu lạc bộ | Điểm câu lạc bộ | Điểm câu lạc bộ | Điểm câu lạc bộ | 100%    | ACL 2023–24 (VB+PO) | AFC Cup 2023–24 (VB+PO) |
| 2021     | 2020     | Biến động | Khu vực  | Hiệp hội thành viên  | 2018            | 2019            | 2020            | 2021            | Tổng cộng       | 100%    | ACL 2023–24 (VB+PO) | AFC Cup 2023–24 (VB+PO) |
| -------- | -------- | --------- | -------- | -------------------- | --------------- | --------------- | --------------- | --------------- | --------------- | ------- | ------------------- | ----------------------- |
| 1        | 1        | —         | 1 (W)    | Ả Rập Xê Út          | 10.000          | 26.350          | 0.000           | 20.950          | 57.300          | 100.000 | 3+1                 | 0                       |
| 2        | 6        | +4        | 1 (E)    | Hàn Quốc             | 18.350          | 13.600          | 0.000           | 22.750          | 54.700          | 95.462  | 3+1                 | 0                       |
| 3        | 2        | -1        | 2 (E)    | Nhật Bản             | 13.850          | 21.800          | 0.000           | 17.875          | 53.525          | 93.412  | 3+1                 | 0                       |
| 4        | 5        | +1        | 2 (W)    | Iran                 | 18.850          | 11.500          | 0.000           | 14.225          | 44.575          | 77.792  | 3+1                 | 0                       |
| 5        | 4        | –1        | 3 (W)    | Qatar                | 19.850          | 15.900          | 0.000           | 7.300           | 43.050          | 75.131  | 2+2                 | 0                       |
| 6        | 10       | +4        | 4 (W)    | Uzbekistan           | 9.400           | 9.000           | 0.000           | 18.671          | 37.071          | 64.696  | 2+2                 | 0                       |
| 7        | 1        | –6        | 3 (E)    | Trung Quốc           | 16.200          | 17.350          | 0.000           | 0.800           | 34.350          | 59.948  | 2+2                 | 0                       |
| 8        | 8        | —         | 5 (W)    | UAE                  | 8.100           | 7.633           | 0.000           | 14.400          | 30.133          | 52.588  | 1+2                 | 0                       |
| 9        | 7        | –2        | 4 (E)    | Thái Lan             | 16.200          | 5.050           | 0.000           | 8.500           | 29.750          | 51.920  | 2+2                 | 0                       |
| 10       | 12       | +2        | 6 (W)    | Jordan               | 7.633           | 7.967           | 0.000           | 10.833          | 26.433          | 46.131  | 1+1                 | 1+0                     |
| 11       | 25       | +14       | 5 (E)    | Hồng Kông            | 3.300           | 3.650           | 0.000           | 16.500          | 23.450          | 40.925  | 1+2                 | 0                       |
| 12       | 13       | +1        | 7 (W)    | Tajikistan           | 4.433           | 3.000           | 0.000           | 13.952          | 21.386          | 37.323  | 1+0                 | 1+1                     |
| 13       | 9        | –4        | 8 (W)    | Iraq                 | 8.633           | 8.300           | 0.000           | 3.250           | 20.183          | 35.223  | 1+0                 | 2+0                     |
| 14       | 16       | +2        | 6 (E)    | Việt Nam             | 3.267           | 10.752          | 0.000           | 6.000           | 20.018          | 34.935  | 1+1                 | 1+0                     |
| 15       | 11       | –4        | 7 (E)    | CHDCND Triều Tiên    | 7.433           | 11.067          | 0.000           | 0.000           | 18.500          | 32.286  | 0                   | 0                       |
| 16       | 15       | –1        | 9 (W)    | Turkmenistan         | 7.583           | 5.267           | 0.000           | 3.119           | 15.969          | 27.869  | 1+0                 | 1+1                     |
| 17       | 19       | +2        | 10 (W)   | Ấn Độ                | 4.417           | 3.217           | 0.000           | 6.856           | 14.489          | 25.286  | 1+0                 | 1+1                     |
| 18       | 21       | +3        | 11 (W)   | Liban                | 3.933           | 6.933           | 0.000           | 2.667           | 13.533          | 23.618  | 0                   | 0                       |
| 19       | 14       | –5        | 8 (E)    | Philippines          | 5.843           | 4.782           | 0.000           | 2.600           | 13.225          | 23.080  | 1+0                 | 2+0                     |
| 20       | 20       | —         | 9 (E)    | Malaysia             | 3.633           | 4.450           | 0.000           | 4.000           | 12.083          | 21.087  | 1+0                 | 2+0                     |
| 21       | 23       | +2        | 12 (W)   | Bangladesh           | 1.433           | 6.933           | 0.000           | 2.778           | 11.144          | 19.449  | 0+1                 | 1+1                     |
| 22       | 33       | +11       | 13 (W)   | Kuwait               | 0.000           | 3.433           | 0.000           | 7.056           | 10.489          | 18.305  | 0                   | 2+0                     |
| 23       | 17       | –6        | 10 (E)   | Úc                   | 7.300           | 2.600           | 0.000           | 0.000           | 9.900           | 17.277  | 1+0                 | 2+0                     |
| 24       | 18       | –6        | 11 (E)   | Singapore            | 5.617           | 4.133           | 0.000           | 0.000           | 9.750           | 17.016  | 1+0                 | 1+1                     |
| 25       | 27       | +2        | 14 (W)   | Bahrain              | 1.633           | 2.500           | 0.000           | 3.583           | 7.717           | 16.812  | 0                   | 1+1                     |
| 26       | 24       | –2        | 12 (E)   | Indonesia            | 4.100           | 5.045           | 0.000           | 0.000           | 9.145           | 15.960  | 0+1                 | 1+1                     |
| 27       | 22       | –5        | 15 (W)   | Syria                | 2.000           | 3.133           | 0.000           | 1.778           | 6.911           | 12.061  | 0                   | 1+1                     |
| 28       | 28       | —         | 13 (E)   | Myanmar              | 4.062           | 1.600           | 0.000           | 0.000           | 5.662           | 9.881   | 0                   | 1+1                     |
| 29       | 26       | –3        | 16 (W)   | Maldives             | 4.300           | 0.000           | 0.000           | 0.200           | 4.500           | 7.853   | 0                   | 1+1                     |
| 30       | 31       | +1        | 14 (E)   | Ma Cao               | 4.000           | 0.000           | 0.000           | 0.000           | 4.000           | 6.981   | 0                   | 1+1                     |
| 31       | 34       | +3        | 17 (W)   | Palestine            | 0.150           | 2.967           | 0.000           | 0.833           | 3.950           | 6.894   | 0                   | 1+1                     |
| 32       | 32       | —         | 18 (W)   | Kyrgyzstan           | 0.150           | 2.433           | 0.000           | 0.833           | 3.417           | 5.963   | 0                   | 1+1                     |
| 33       | 30       | –3        | 15 (E)   | Campuchia            | 2.250           | 1.000           | 0.000           | 0.000           | 3.250           | 5.672   | 0                   | 0+1                     |
| 34       | 29       | –5        | 19 (W)   | Oman                 | 1.583           | 1.433           | 0.000           | 0.000           | 3.017           | 5.265   | 0 (+1 AFC)          | 0+1                     |
| 35       | 39       | +4        | 16 (E)   | Đài Bắc Trung Hoa    | 0.000           | 0.333           | 0.000           | 2.000           | 2.333           | 4.072   | 0                   | 1+1                     |
| 36       | 35       | –1        | 20 (W)   | Nepal                | 0.000           | 0.667           | 0.000           | 0.200           | 0.867           | 1.513   | 0                   | 0+1                     |
| 37       | 36       | –1        | 17 (E)   | Lào                  | 0.150           | 0.333           | 0.000           | 0.000           | 0.483           | 0.843   | 0                   | 0+1                     |
| 38       | 37       | –1        | 21 (W)   | Sri Lanka            | 0.000           | 0.350           | 0.000           | 0.100           | 0.450           | 0.785   | 0                   | 0+1                     |
| 39       | 38       | –1        | 22 (W)   | Bhutan               | 0.150           | 0.100           | 0.000           | 0.100           | 0.350           | 0.611   | 0                   | 0+1                     |
| 40       | 40       | —         | 18 (E)   | Mông Cổ              | 0.100           | 0.100           | 0.000           | 0.000           | 0.200           | 0.349   | 0                   | 0+1                     |
| 41       | 41       | —         | 23 (W)   | Afghanistan          | 0.000           | 0.000           | 0.000           | 0.000           | 0.000           | 0.000   | 0                   | 0+1                     |
| 41       | 42       | +1        | 19 (E)   | Brunei               | 0.000           | 0.000           | 0.000           | 0.000           | 0.000           | 0.000   | 0                   | 0+1                     |
| 41       | 42       | +1        | 19 (E)   | Guam                 | 0.000           | 0.000           | 0.000           | 0.000           | 0.000           | 0.000   | 0                   | 0+1                     |
| 41       | 42       | +1        | 19 (E)   | Quần đảo Bắc Mariana | 0.000           | 0.000           | 0.000           | 0.000           | 0.000           | 0.000   | 0                   | 0+1                     |
| 41       | 42       | +1        | 23 (W)   | Pakistan             | 0.000           | 0.000           | 0.000           | 0.000           | 0.000           | 0.000   | 0                   | 0+1                     |
| 41       | 42       | +1        | 19 (E)   | Đông Timor           | 0.000           | 0.000           | 0.000           | 0.000           | 0.000           | 0.000   | 0                   | 0+1                     |
| 41       | 42       | +1        | 23 (W)   | Yemen                | 0.000           | 0.000           | 0.000           | 0.000           | 0.000           | 0.000   | 0                   | 0+1                     |

## Bảng xếp hạng năm 2022
AFC đã công bố những thay đổi về thể thức của ACL và AFC Cup, chia thành 3 giải đấu từ 2024–25.
Cấu trúc mới tính đến các kết quả trong vòng 8 năm gần nhất (với công thức trọng số). Bảng xếp hạng được công bố chưa tính đến tất cả các tiêu chí mà AFC đã công bố trước đó như:
- Điểm cuối cùng của Malaysia sẽ dựa trên thành tích trung bình của tất cả các câu lạc bộ trong Giải đấu Câu lạc bộ AFC Vòng bảng trở đi.[7]
- Điểm cuối cùng của Malaysia sẽ được áp dụng hồi tố để tính lại điểm của Malaysia năm 2021 và 2022.[7]

| Xếp hạng | Xếp hạng | Xếp hạng  | Xếp hạng | Hiệp hội thành viên  | Điểm câu lạc bộ | Điểm câu lạc bộ | Điểm câu lạc bộ | Điểm câu lạc bộ | Điểm câu lạc bộ | Điểm câu lạc bộ | Điểm câu lạc bộ | Điểm câu lạc bộ | Tổng cộng | ACLE 2024–25 (VB+PO) | ACL2 2024–25 (VB+PO) | ACGL 2024–25 (VB+PO) |
| 2022     | 2021     | Biến động | Khu vực  | Hiệp hội thành viên  | 2014 (×0.3)     | 2015 (×0.4)     | 2016 (×0.5)     | 2017 (×0.6)     | 2018 (×0.7)     | 2019 (×0.8)     | 2021 (×0.9)     | 2022 (×1.0)     | Tổng cộng | ACLE 2024–25 (VB+PO) | ACL2 2024–25 (VB+PO) | ACGL 2024–25 (VB+PO) |
| -------- | -------- | --------- | -------- | -------------------- | --------------- | --------------- | --------------- | --------------- | --------------- | --------------- | --------------- | --------------- | --------- | -------------------- | -------------------- | -------------------- |
| 1        | 1        | —         | 1 (W)    | Ả Rập Xê Út          | 19.250          | 15.250          | 9.500           | 18.600          | 10.000          | 26.350          | 20.950          | 19.075          | 93.795    | 3+0                  | 1+0                  | 0                    |
| 2        | 3        | +1        | 1 (E)    | Nhật Bản             | 13.500          | 15.250          | 10.500          | 21.850          | 13.850          | 21.800          | 17.875          | 20.088          | 91.820    | 3+0                  | 1+0                  | 0                    |
| 3        | 2        | -1        | 2 (E)    | Hàn Quốc             | 17.500          | 16.750          | 20.750          | 9.950           | 18.350          | 13.600          | 22.750          | 15.800          | 88.295    | 2+1                  | 1+0                  | 0                    |
| 4        | 5        | +1        | 2 (W)    | Qatar                | 8.750           | 19.000          | 22.000          | 13.400          | 19.850          | 15.900          | 7.300           | 13.500          | 75.950    | 2+1                  | 1+0                  | 0                    |
| 5        | 4        | -1        | 3 (W)    | Iran                 | 9.500           | 11.250          | 13.000          | 16.200          | 18.850          | 11.500          | 14.225          | 13.250          | 72.018    | 2+1                  | 1+0                  | 0                    |
| 6        | 8        | +2        | 4 (W)    | UAE                  | 18.333          | 25.000          | 18.000          | 11.350          | 8.100           | 7.633           | 14.400          | 8.083           | 64.130    | 1+1                  | 1+0                  | 0                    |
| 7        | 7        | —         | 3 (E)    | Trung Quốc           | 9.250           | 15.750          | 14.750          | 24.567          | 16.200          | 17.350          | 0.800           | 0.500           | 57.630    | 2+1                  | 1+0                  | 0                    |
| 8        | 9        | +1        | 4 (E)    | Thái Lan             | 6.000           | 10.000          | 1.000           | 15.050          | 16.200          | 5.050           | 8.500           | 11.110          | 49.470    | 1+1                  | 1+0                  | 0                    |
| 9        | 6        | -3        | 5 (W)    | Uzbekistan           | 11.000          | 4.750           | 9.750           | 5.050           | 9.400           | 9.000           | 8.960           | 10.057          | 45.006    | 1+0                  | 1+0                  | 0                    |
| 10       | 13       | +3        | 6 (W)    | Iraq                 | 7.667           | 3.167           | 9.833           | 8.933           | 8.633           | 8.300           | 3.250           | 7.450           | 36.902    | 1+0                  | 1+0                  | 0                    |
| 11       | 23       | +12       | 5 (E)    | Úc                   | 17.333          | 7.500           | 14.500          | 5.900           | 7.300           | 2.600           | 0.000           | 7.900           | 34.080    | 1+0                  | 1+0                  | 0                    |
| 12       | 10       | -2        | 7 (W)    | Jordan               | 3.833           | 4.667           | 4.167           | 4.900           | 7.633           | 7.967           | 4.893           | 6.000           | 30.161    | 0                    | 1+1                  | 0                    |
| 13       | 20       | +7        | 6 (E)    | Malaysia             | 1.833           | 9.500           | 7.167           | 4.395           | 3.633           | 4.450           | 4.000           | 9.677           | 29.950    | 1+0                  | 1+0                  | 0                    |
| 14       | 14       | —         | 7 (E)    | Việt Nam             | 8.667           | 4.000           | 4.000           | 2.800           | 3.267           | 10.752          | 6.000           | 5.300           | 29.468    | 0                    | 1+1                  | 0                    |
| 15       | 11       | -4        | 8 (E)    | Hồng Kông            | 6.000           | 8.167           | 5.833           | 1.750           | 3.300           | 3.650           | 7.333           | 6.587           | 27.450    | 0                    | 1+1                  | 0                    |
| 16       | 12       | -4        | 8 (W)    | Tajikistan           | 0.000           | 9.000           | 0.333           | 12.900          | 4.433           | 3.000           | 4.970           | 2.493           | 23.976    | 0                    | 1+1                  | 0                    |
| 17       | 17       | —         | 9 (W)    | Ấn Độ                | 3.167           | 3.333           | 7.667           | 6.250           | 4.417           | 3.217           | 3.677           | 4.797           | 23.637    | 0                    | 1+1                  | 0                    |
| 18       | 25       | +7        | 10 (W)   | Bahrain              | 5.833           | 2.167           | 5.333           | 3.467           | 1.633           | 2.500           | 5.510           | 5.215           | 20.681    | 0                    | 1+1                  | 0                    |
| 19       | 22       | +3        | 11 (W)   | Kuwait               | 10.000          | 9.500           | 0.000           | 0.000           | 0.000           | 3.433           | 7.070           | 4.160           | 20.070    | 0                    | 0+1                  | 1+0                  |
| 20       | 16       | -4        | 12 (W)   | Turkmenistan         | 0.000           | 2.000           | 2.000           | 4.483           | 7.583           | 5.267           | 3.125           | 2.640           | 19.464    | 0                    | 0+1                  | 1+0                  |
| 21       | 19       | -2        | 9 (E)    | Philippines          | 0.000           | 1.667           | 4.667           | 8.120           | 5.843           | 4.782           | 2.600           | 0.300           | 18.428    | 0                    | 1+1                  | 0                    |
| 22       | 18       | -4        | 13 (W)   | Liban                | 5.333           | 0.667           | 6.333           | 0.833           | 3.933           | 6.933           | 2.670           | 1.525           | 17.761    | 0                    | 0                    | 1+0                  |
| 23       | 27       | +4        | 14 (W)   | Syria                | 0.833           | 6.833           | 5.333           | 5.933           | 2.000           | 3.133           | 1.785           | 2.890           | 17.613    | 0                    | 0                    | 0+1                  |
| 24       | 24       | —         | 10 (E)   | Singapore            | 2.667           | 0.500           | 4.500           | 5.138           | 5.617           | 4.133           | 0.000           | 3.253           | 16.825    | 0                    | 1+1                  | 0                    |
| 25       | 15       | -10       | 11 (E)   | CHDCND Triều Tiên    | 0.000           | 0.000           | 0.000           | 3.433           | 7.433           | 11.067          | 0.000           | 0.000           | 16.117    | 0                    | 0+1                  | 0+1                  |
| 26       | 26       | —         | 12 (E)   | Indonesia            | 6.500           | 5.667           | 0.000           | 0.000           | 4.100           | 5.045           | 0.000           | 3.960           | 15.083    | 0                    | 0+1                  | 0+1                  |
| 27       | 21       | -6        | 15 (W)   | Bangladesh           | 0.000           | 0.000           | 1.000           | 1.333           | 1.433           | 6.933           | 2.790           | 3.760           | 14.121    | 0                    | 0                    | 0+1                  |
| 28       | 34       | +6        | 16 (W)   | Oman                 | 2.167           | 2.333           | 1.000           | 2.200           | 1.583           | 1.433           | 0.000           | 6.795           | 12.453    | 0                    | 0                    | 0+1                  |
| 29       | 29       | —         | 17 (W)   | Maldives             | 0.667           | 2.000           | 1.333           | 4.300           | 4.300           | 0.000           | 0.200           | 2.030           | 9.467     | 0                    | 0                    | 0+1                  |
| 30       | 28       | -2        | 13 (E)   | Myanmar              | 3.833           | 2.667           | 2.333           | 1.300           | 4.062           | 1.600           | 0.000           | 0.000           | 8.287     | 0                    | 0                    | 0+1                  |
| 31       | 31       | —         | 18 (W)   | Palestine            | 0.000           | 2.000           | 2.000           | 0.200           | 0.150           | 2.967           | 0.835           | 0.610           | 5.760     | 0                    | 0                    | 0+1                  |
| 32       | 33       | +1        | 14 (E)   | Campuchia            | 0.000           | 0.000           | 0.000           | 1.683           | 2.250           | 1.000           | 0.000           | 2.070           | 5.455     | 0                    | 0                    | 0+1                  |
| 33       | 32       | -1        | 19 (W)   | Kyrgyzstan           | 0.333           | 0.000           | 0.000           | 1.400           | 0.150           | 2.433           | 0.835           | 0.565           | 4.308     | 0                    | 0                    | 0+1                  |
| 34       | 30       | -4        | 15 (E)   | Ma Cao               | 0.000           | 0.000           | 0.000           | 0.000           | 4.000           | 0.000           | 0.000           | 0.000           | 2.800     | 0                    | 0                    | 0+1                  |
| 35       | 35       | +4        | 16 (E)   | Đài Bắc Trung Hoa    | 0.000           | 0.000           | 0.000           | 0.000           | 0.000           | 0.333           | 2.000           | 0.000           | 2.067     | 0                    | 0                    | 0+1                  |
| 36       | 37       | +1        | 17 (E)   | Lào                  | 0.000           | 1.000           | 1.000           | 0.150           | 0.150           | 0.333           | 0.000           | 0.000           | 1.362     | 0                    | 0                    | 0+1                  |
| 37       | 36       | -1        | 20 (W)   | Nepal                | 0.000           | 0.000           | 0.000           | 0.000           | 0.000           | 0.667           | 0.200           | 0.100           | 0.813     | 0                    | 0                    | 0+1                  |
| 38       | 38       | —         | 21 (W)   | Sri Lanka            | 0.000           | 0.000           | 0.000           | 0.100           | 0.000           | 0.350           | 0.100           | 0.200           | 0.630     | 0                    | 0                    | 0+1                  |
| 39       | 39       | —         | 22 (W)   | Bhutan               | 0.000           | 0.000           | 0.000           | 0.150           | 0.150           | 0.100           | 0.100           | 0.100           | 0.465     | 0                    | 0                    | 0+1                  |
| 40       | 40       | —         | 18 (E)   | Mông Cổ              | 0.000           | 0.000           | 0.000           | 0.000           | 0.100           | 0.100           | 0.000           | 0.100           | 0.250     | 0                    | 0                    | 0+1                  |
| 41       | 41       | —         | 23 (W)   | Afghanistan          | 0.000           | 0.000           | 0.000           | 0.150           | 0.000           | 0.000           | 0.000           | 0.000           | 0.090     | 0                    | 0                    | 0+1                  |
| 42       | 41       | -1        | 19 (E)   | Brunei               | 0.000           | 0.000           | 0.000           | 0.000           | 0.000           | 0.000           | 0.000           | 0.000           | 0.000     | 0                    | 0                    | 0+1                  |
| 42       | 41       | -1        | 19 (E)   | Guam                 | 0.000           | 0.000           | 0.000           | 0.000           | 0.000           | 0.000           | 0.000           | 0.000           | 0.000     | 0                    | 0                    | 0+1                  |
| 42       | 41       | -1        | 19 (E)   | Quần đảo Bắc Mariana | 0.000           | 0.000           | 0.000           | 0.000           | 0.000           | 0.000           | 0.000           | 0.000           | 0.000     | 0                    | 0                    | 0+1                  |
| 42       | 41       | -1        | 24 (W)   | Pakistan             | 0.000           | 0.000           | 0.000           | 0.000           | 0.000           | 0.000           | 0.000           | 0.000           | 0.000     | 0                    | 0                    | 0+1                  |
| 42       | 41       | -1        | 19 (E)   | Đông Timor           | 0.000           | 0.000           | 0.000           | 0.000           | 0.000           | 0.000           | 0.000           | 0.000           | 0.000     | 0                    | 0                    | 0+1                  |
| 42       | 41       | -1        | 24 (W)   | Yemen                | 0.000           | 0.000           | 0.000           | 0.000           | 0.000           | 0.000           | 0.000           | 0.000           | 0.000     | 0                    | 0                    | 0+1                  |

## Xếp hạng câu lạc bộ
Một bảng xếp hạng câu lạc bộ đã được AFC giới thiệu vào năm 2014, tuy nhiên chỉ mang tính thông tin là chính và không được sử dụng để xếp hạng các câu lạc bộ hạt giống trong các giải đấu cấp câu lạc bộ.